# Landreva erromanga
Landreva erromanga är en insektsart som beskrevs av Otte, D. 2007. Landreva erromanga ingår i släktet Landreva och familjen syrsor. Inga underarter finns listade i Catalogue of Life.